# Pomacanthus chrysurus
Espèce
Synonymes
- Holacanthus chrysurus Cuvier, 1831
- Pomacanthodes chrysurus (Cuvier, 1831)

Statut de conservation UICN

 LC  : Préoccupation mineure
Pomacanthus chrysurus, le Poisson ange à oreille tachée, est une espèce de poissons évoluant dans les eaux de l'océan Indien et des côtes est-africaines.

## Répartition
Pomacanthus chrysurus est une espèce marine qui se rencontre en Afrique du Sud, aux Comores, à Djibouti, au Kenya, à Madagascar, à Mayotte, au Mozambique, aux Seychelles, en Somalie, en Tanzanie, dans les Terres australes et antarctiques françaises et au Yémen.

## Comportement
Pomacanthus chrysurus est une espèce de poissons d'eau de mer solitaire vivant sur les récifs côtiers jusqu'à une profondeur d'environ 30 m. Pour éviter les problèmes territoriaux, les jeunes spécimens (fond noir, bandes blanches et liserés bleus) arborent une coloration différente des adultes.

## Taille
Cette espèce mesure au maximum 33 cm.

## Alimentation
Le poisson ange à oreille tachée mange dans la nature des algues, des éponges et des invertébrés benthiques qu'il trouve sur les récifs coralliens. 
Il se nourrit facilement en aquarium de mysis, morceaux de poissons, krills, de crevettes. Une portion végétale devra lui être fournie en plus des algues éventuelles de l'aquarium.

## Au zoo
L'aquarium du palais de la Porte Dorée détient quelques spécimens de Pomacanthus chrysurus (11/2014). Ils sont maintenus dans une grande cuve d'au moins 2 000 litres en compagnie de plusieurs autres espèces dont des (Pomacanthus imperator). Pas farouches et aisément observables lors de la promenade de l'Aquarium.

## Galerie

Pomacanthus chrysurus, adultes en aquarium.
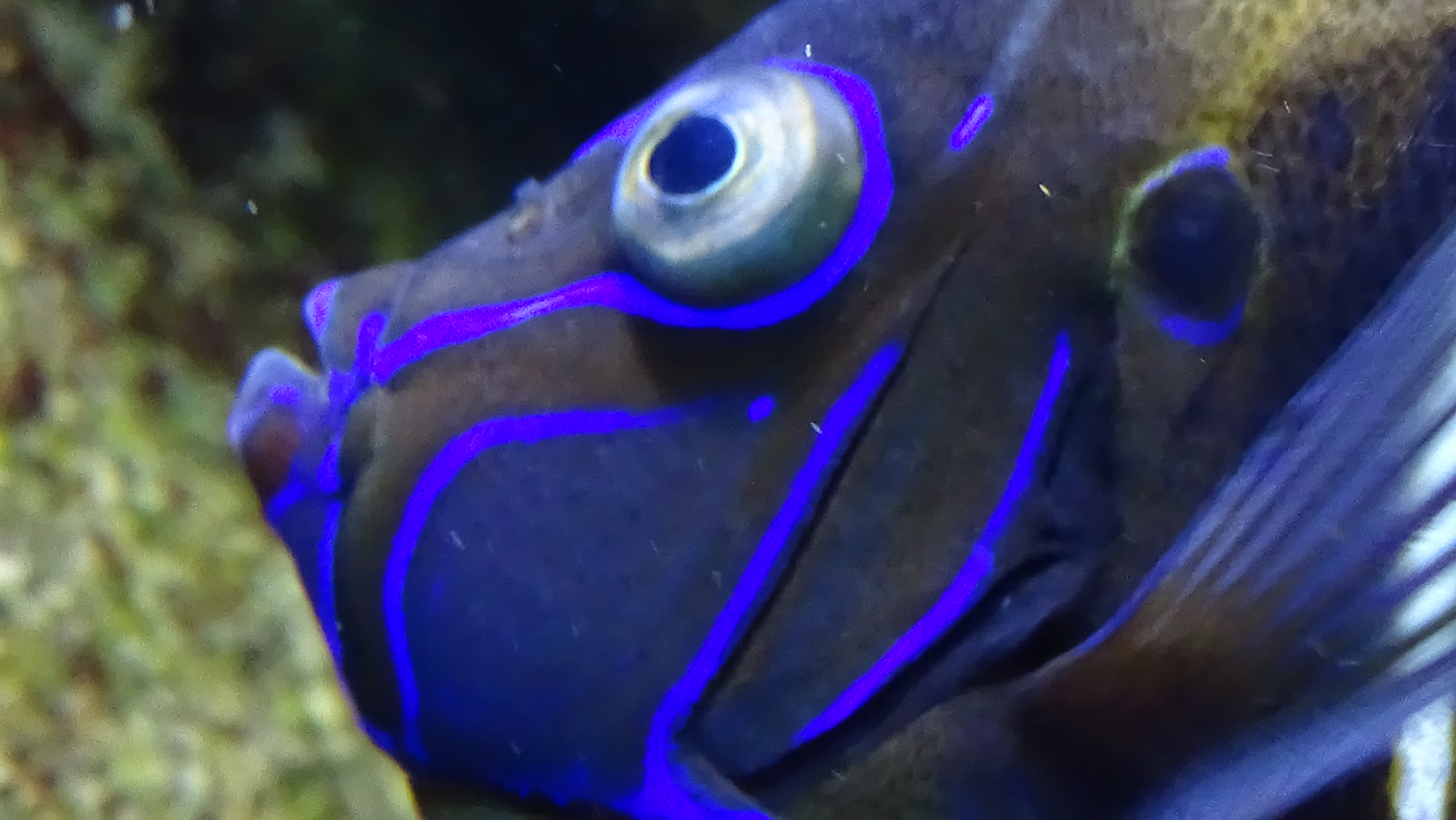
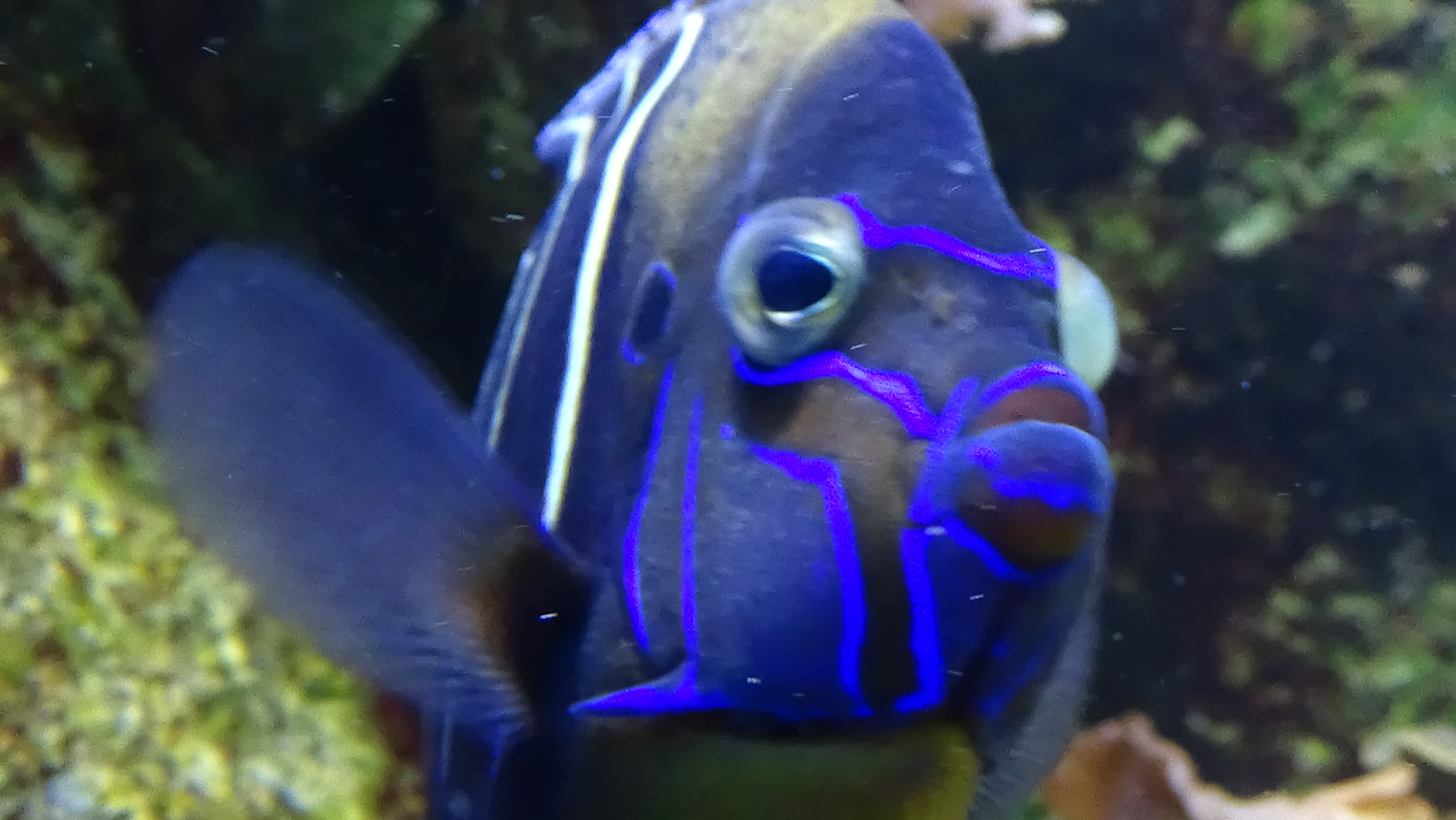
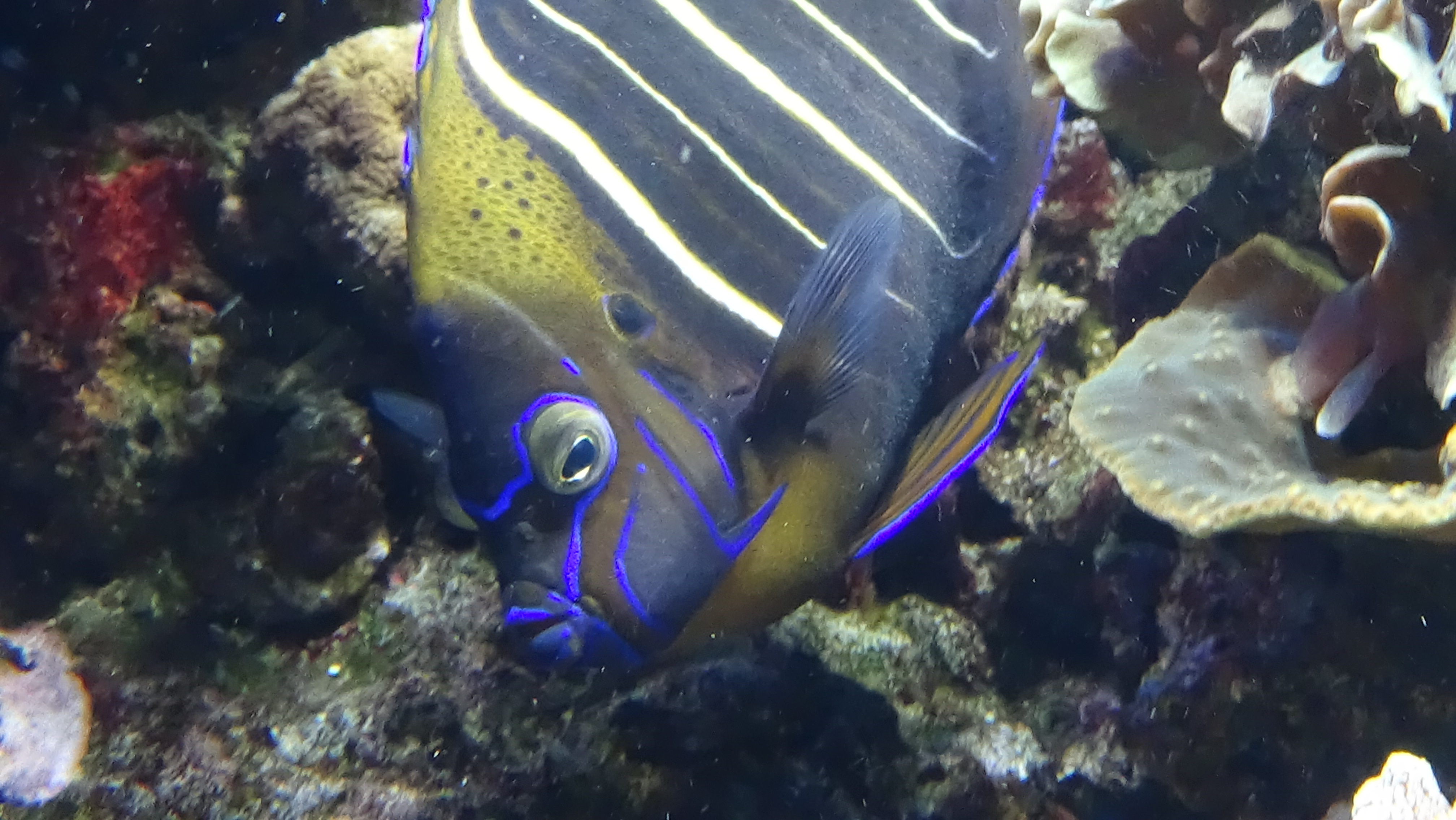
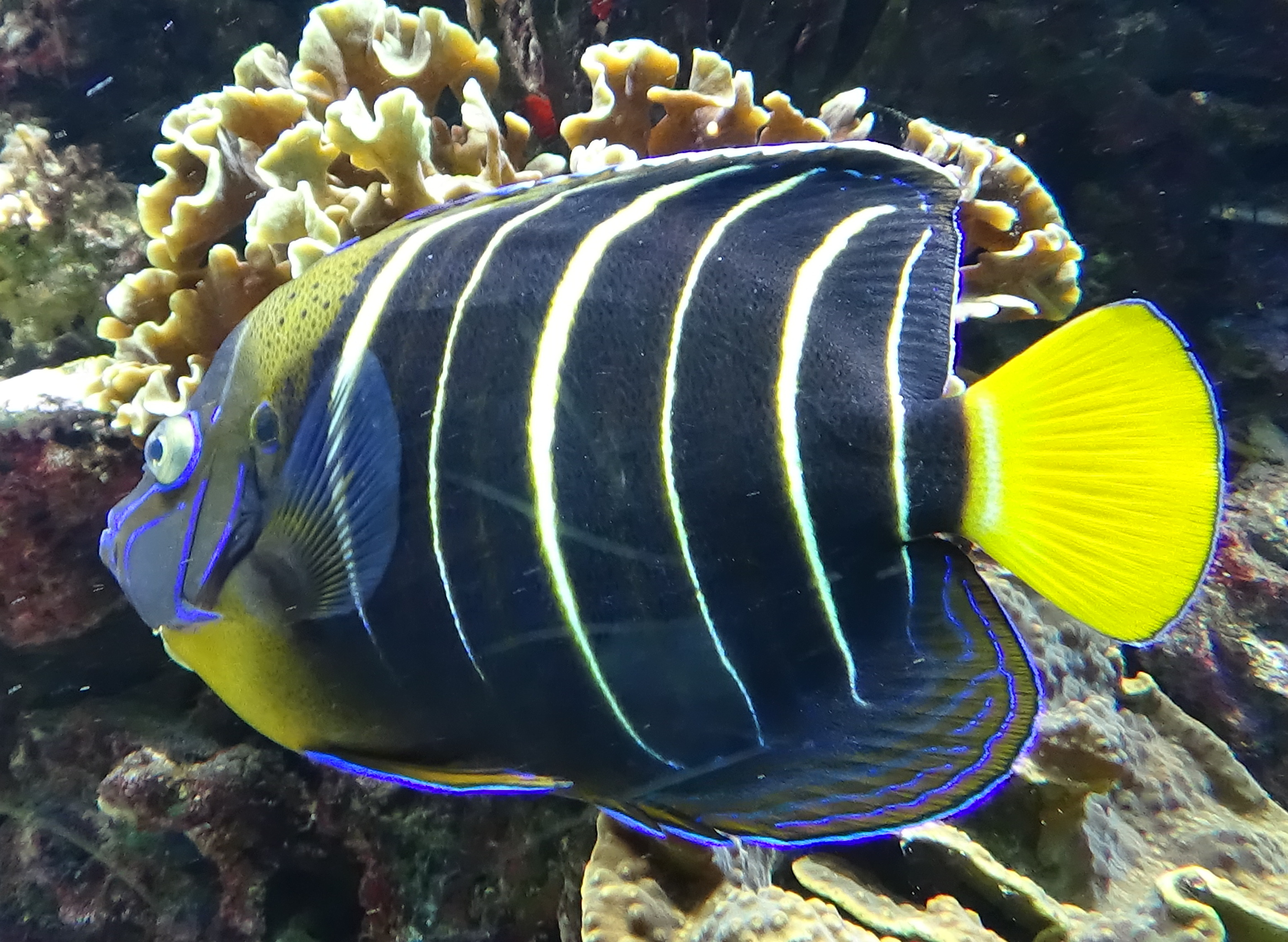

## Systématique
Le nom valide complet (avec auteur) de ce taxon est Pomacanthus chrysurus (Cuvier, 1831).
L'espèce a été initialement classée dans le genre Holacanthus sous le protonyme Holacanthus chrysurus Cuvier, 1831.
Ce taxon porte en français le nom vernaculaire ou normalisé suivant : Poisson-ange à oreille tachée.
Pomacanthus chrysurus a pour synonymes :
- Holacanthus chrysurus Cuvier, 1831
- Pomacanthodes chrysurus (Cuvier, 1831)
- Pomacanthodes rodriquesi von Bonde, 1934